# Antonín Krisan
Antonín Krisan, křtěný Antonín Paduánský (31. prosince 1856 Praha - 9. února 1933 Praha), byl český malíř a tvůrce fresek.

## Život
Antonín Krisan se narodil v Praze na Novém Městě v rodině poštovního zřízence Vojtěcha Krysy a jeho ženě Marii Magdaleně rodem Bednářové z Josefova. Jeho nesporný talent k výtvarnu později vyústil studiem na pražské AVU, kde se téměř 12 let školil. V letech 1876-1878 v tzv. Elmentárce, průběžně u prof. A. Lhoty a E. Roma, v letech 1878-1880 v tzv. Antikensaal, průběžně u prof. A. Lhoty a J. Čermáka, v letech 1880-1883 studoval v tzv. Mahlschule, průběžně u prof. A. Lhoty a J. Čermáka, v letech 1883-1887 studoval u prof A. Lhoty a v letech 1887-1889 studoval u prof F. Sequense a byl také jeho spolupracovníkem.
Přibližně kolem roku 1899 pobývala rodina Antonína Krisana stále v Praze, konkrétně na Malé Straně, kde v roce 1904 zamřela jeho matka Magdaléna Krisanová.
Antonín Krisan vytvořil nespočet fresek v kostelích, například v karlínském kostele Svatého Cyrila Metoděje a mnoha dalších. Rovněž se věnoval tvorbě vitráží a z jeho maleb jsou zmiňovány realizace v chrámu sv. Víta a jeho dvorní kapli. Věnoval se také restaurování nástěnných maleb – konkrétně k tzv. karlštejnským cyklů v kapli sv. Kříže.[zdroj?]

## Galerie

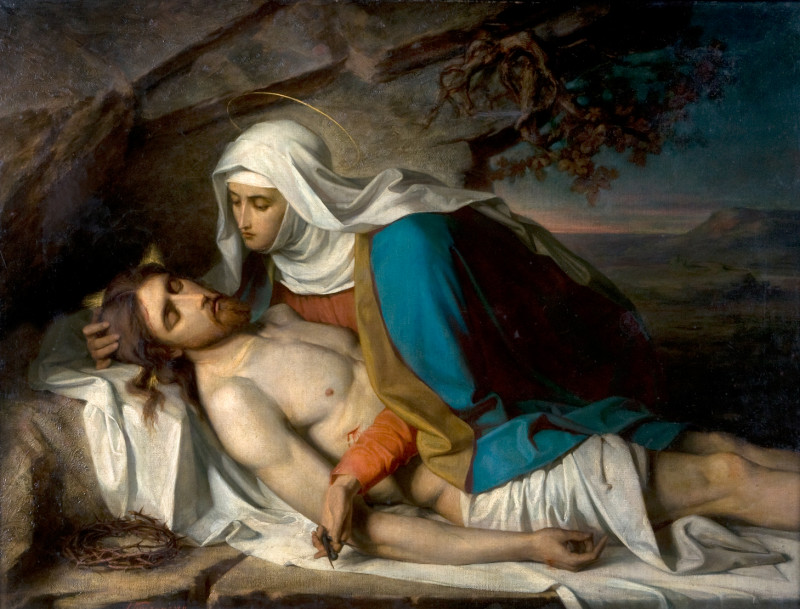
Pieta (olej na plátně)
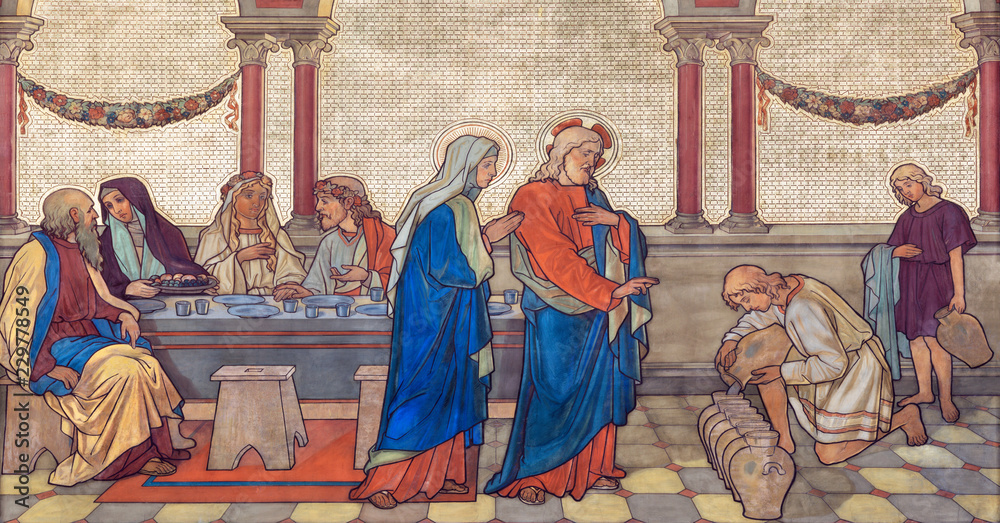
Svatba v Káně (freska), umístěná v kostele Svatého Cyrila Metoděje v Karlíně, pravděpodobně vznikla ze spolupráce s malířem Gustavem T. Mikschem
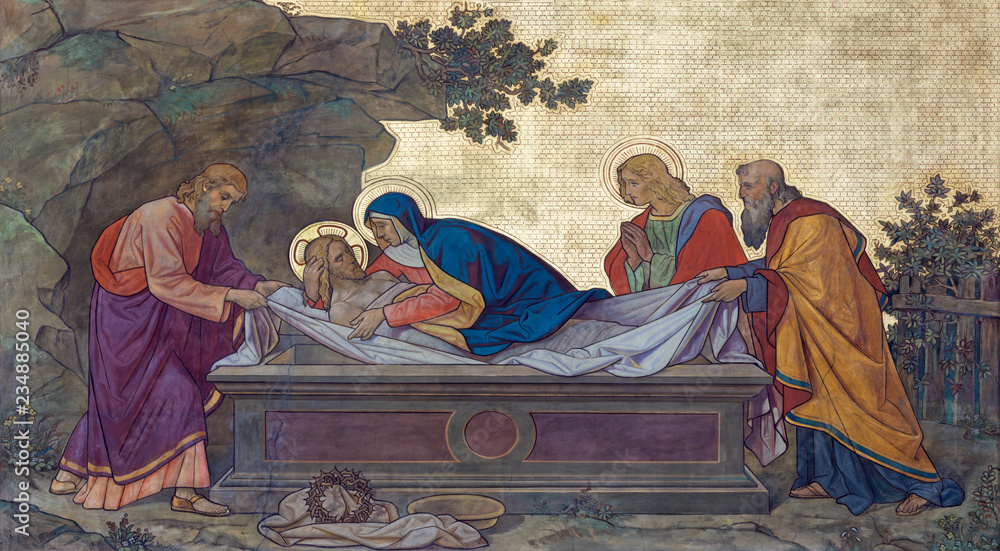
Ukládání Ježíše do hrobu (freska), umístěná v kostele Svatého Cyrila Metoděje v Karlíně, pravděpodobně vznikla ze spolupráce s malířem Gustavem T. Mikschem

### Adresáře
- 1926 Adresář výtvarných umělců československých, Syndikát výtvarných umělců československých
- 1929 Adresář výtvarných umělců československých, Syndikát výtvarných umělců československých